# Omphalestra nellyae
Omphalestra nellyae är en fjärilsart som beskrevs av Emilio Berio 1939. Omphalestra nellyae ingår i släktet Omphalestra och familjen nattflyn. Inga underarter finns listade i Catalogue of Life.